# Никодим (Валиндрас)
Митрополит Никодим (греч. Μητροπολίτης Νικόδημος в миру Николаос Валиндрас греч. Νικόλαος Βαλληνδράς; 2 февраля 1915, Афины — 15 ноября 2008, Афины) — архиерей Элладской православной церкви, митрополит Патрский (1974—2005).

## Биография
Родился 2 февраля 1915 года в Афинах. В 1936 году окончил Богословскую школу Афинского университета.
С 1939 года был назначен секретарём Афинской архиепископии. В 1940 году был хиротонисан во диакона и возведён в достоинство архидиакона. В 1944 году хиротонисан во пресвитера и был назначен проповедником. Был игуменом монастыря Петраки.
С 1961 по 1962 год был директором Греческого колледжа Святого Креста в Бруклайне.
22 ноября 1965 года был хиротонисан в архиерейский сан с возведением в достоинство митрополита Зихнийского и Неврокопийского.
22 мая 1974 года был избран митрополитом Патрским. 12 января 2005 года вышел на покой по старости.
Скончался 15 ноября 2008 года в Афинах.